# Súper
Súper är den isländska rockgruppen Skítamóralls debutalbum som släpptes år 1996.

## Låtlista
1. Halt' Á Mér Hita
2. Geimhringurinn
3. Sælan
4. Madam Bé
5. Haltu Þér
6. Frík
7. Barbapabba Rokk
8. Tannpínupúkinn
9. Stúlkan Mín
10. Danzlag